# Evelina Afoa
Evelina Afoa (geb. 13. September 1998 in Wellington, Neuseeland) ist eine samoanische Schwimmerin. Sie nahm an den Olympischen Spielen 2016 in Rio de Janeiro teil und hält verschiedene Schwimmrekorde in Samoa.

## Leben und Karriere
Afoa wurde 1998 in Wellington, Neuseeland, geboren. Sie erhielt ihre Schulbildung an der Brisbane State High School.
2013 trat Afoa bei den Weltmeisterschaften 2013 in Barcelona in den Wettbewerben über 50 m und 100 m Rücken an. 2014 trat sie bei den Commonwealth Games in Glasgow in den Wettbewerben über 50 m Freistil, 50 m und 100 m Rücken, sowie 50 m Schmetterling an. Bei den Kurzbahnweltmeisterschaften 2014 in Doha bestritt Afoa die Wettbewerbe über 50 m Freistil, 50 m und 100 m Rücken und 50 m Schmetterling. Sie trat bei den Weltmeisterschaften 2015 in Kasan in den Wettbewerben über 50 m und 100 m Rücken an. Als Nächstes trat Afoa bei den Ozeanienmeisterschaften 2016 an.
Bei den Olympischen Sommerspielen 2016 im Wettbewerb über 100 m Rücken kam sie auf Platz 32.